# Morne Lezard Estate
Morne Lezard Estate ist eine Siedlung im Quarter (Distrikt) Laborie im Süden des Inselstaates St. Lucia in der Karibik.

## Geographie
Die Siedlung, eine alte Plantage, liegt im Süden der Insel am Doree River und an der Grenze zum Parish Choiseul im Westen. Im Umkreis liegen die Siedlungen Debreuil (W), Gayabois (N), Balca (O) und Bongalo (S) und River Doree (SW).
| Debreuil    | Gayabois                                    | Gayabois |
| Debreuil    | Kompassrose, die auf Nachbargemeinden zeigt | Balca    |
| River Doree | Bongalo                                     | Balca    |

## Klima
Nach dem Köppen-Geiger-System zeichnet sich Morne Lezard Estate durch ein tropisches Klima mit der Kurzbezeichnung Af aus.